# Parti populaire républicain (Égypte)
Pour l’article homonyme, voir Parti populaire républicain.
Le Parti populaire républicain (en arabe : حزب الشعب الجمهورى romanisé : Hezb Al-Shaeb Al-Gomhuri) est un parti politique égyptien composé d'anciens ministres de l'ancien régime de Hosni Moubarak.
Le parti apporte son soutien à Amr Moussa lors de l'élection présidentielle de 2012.

## Résultats électoraux

### Élections législatives
| Année | Voix    | %   | Sièges   |
| ----- | ------- | --- | -------- |
| 2015  | 198 822 | 0,7 | 13 / 568 |
| 2020  | –       | 8,3 | 50 / 568 |

### Élections sénatoriales
| Année | Voix | % | Sièges   |
| ----- | ---- | - | -------- |
| 2020  | –    | – | 13 / 300 |